# Russell Kirk
Russell Kirk (Plymouth, Míchigan; 19 de octubre de 1918-Mecosta, Míchigan; 29 de abril de 1994) fue un filósofo político, historiador y crítico social estadounidense, conocido por su gran importancia para el renacimiento del pensamiento conservador clásico del siglo XX, en EE. UU. en particular, y a través de su influencia en ese país,y en el mundo occidental en general.

## The Conservative Mind
Kirk es más conocido por su libro de 1953 titulado The Conservative Mind: From Burke to Santayana («La mente conservadora»), que traza el desarrollo del conservadurismo estadounidense desde sus influencias originales hasta personajes tales como George Santayana, pero dando un papel central a Edmund Burke. En ese libro Kirk basa sus posiciones en una percepción del hombre como un ente eminentemente moral, valorizando principalmente el papel del orden y la religión como fuente principal de sentido en la vida de los individuos y rechazando específicamente a toda y cualquier ideología por ser por definición, en su opinión, antirreligiosas. 
Aparte de los autores nombrados, en ese libro Kirk estudia:
- Políticos conservadores: John Adams, Fisher Ames, George Canning, John C. Calhoun, Joseph de Maistre, Benjamin Disraeli, y Arthur Balfour;

- Las implicaciones para el conservadurismo de la obra de intelectuales, ensayistas y filósofos tales como: Samuel Taylor Coleridge, Walter Scott, James Fenimore Cooper, Nathaniel Hawthorne, James Russell Lowell, George Gissing, George Santayana, T. S. Eliot; John Henry Newman, Walter Bagehot, Henry James, Leslie Stephen; Irving Babbitt, etc.

A pesar de que Kirk escribió su libro como respuesta a la creencia que no había en EE. UU. una tradición política conservadora coherente, siendo entonces específicamente acerca de ese país, su cultura e instituciones políticas; su obra ha sido acreditada como dando forma o ímpetu a diferentes grupos conservadores de post-guerra (Segunda Guerra Mundial).

## Ideario político
Kirk mismo describió seis “cánones” o principios del conservadurismo:
- Una creencia en orden trascendental (divine intent) que Kirk describió basándose en diferentes fuentes: revelación divina, tradición o ley natural.
- Afección por los “misterios y variedades” de la vida humana, mientras que la mayoría de los sistemas radicales están caracterizadas por una uniformidad estrecha.
- Convicción de que la sociedad requiere orden y clases, que remarcan “diferencias naturales”.
- Creencia en que la propiedad y la libertad están inseparablemente conectadas.
- Afirmación de que el hombre debe controlar su voluntad y sus apetitos, sabiendo que es motivado más por emociones que por la razón.
- La sociedad debe cambiar lentamente. La innovación debe estar atada a las costumbres y tradiciones, lo que implica un respeto por el valor político de la prudencia. A Kirk le gustaba remarcar que “la política es el arte de lo posible.[2]

Kirk postula que toda cultura o civilización se origina en la religión, lo que implica que si la religión o el sentido religioso de la población decae, decae también la sociedad y su cultura, aun cuando parezca que el nihilismo al que lo anterior da origen produzca un florecimiento cultural. 
Adicionalmente Kirk fue defensor inequívoco del nacionalismo -que él distingue del patriotismo- entendiendo por nacionalismo la persecución de intereses nacionales, como demostrada, por ejemplo, en la Doctrina Monroe y otras que la siguieron. Kirk -al igual que Burke- era opuesto al imperialismo, entendido como el control directo de otros países o gobiernos, prefiriendo una realpolitik entendida como la creación de alianzas no permanentes con gobiernos cuyos intereses coincidan con el de EE. UU. cualquiera que sea la forma o contenido de esos gobiernos.
Para tratar de explicar lo que según Kirk era ser un conservador, escribió Ten Conservative Principles:
- Existe un designio de orden para el hombre y el hombre está hecho para él.
- El conservador prefiere las costumbres, el orden y la continuidad.
- El conservador cree en el principio de la prescripción, es decir cree en el conocimiento del pasado y el de las costumbres antes que las aserciones de un solo individuo.
- El conservador está guiado por el principio de la prudencia, debe antes de actuar examinar los problemas que sus acciones traen consigo.
- El conservador cree en el principio de la variedad, todos somos diferentes desde nuestra cultura, nuestras raíces, nuestros pensamientos, nuestra inteligencia y nuestras propiedades materiales.
- El conservador cree en la imperfección del ser humano, las utopías siempre son derrocadas, por lo que lo más razonable es creer en el orden, la justicia y la libertad del individuo.
- El conservador cree que la libertad del individuo y el que este pueda poseer bienes materiales, son dos ideales que están muy relacionados y han de ser conjugados en la sociedad.
- El conservador cree en los actos voluntarios y se opone a todo pensamiento que obligue a la gente en creer en algo distinto a lo que quieren creer.
- El conservador cree en la prudencia en todo acto del hombre y en el poder de un gobierno.
- El conservador considera que tanto el cambio como la permanencia han de ser reconocidos en los actos de la sociedad.